# Киржацкая
Киржацкая — упразднённая в 1930-х годах деревня, вошедшая в состав города Уфы. На год упразднения входила в состав Уфимского района. Ныне — часть улицы Ахметова жилого района Затона в Ленинском районе Уфы

## География
Находилась на берегу реки Белая.

## Топоним
Была известна также как Любимово, Любовино, Остров Весёлости, Киржацкий Затон.

## История
Известна с 1810 года. Основана отставным гренадёром Д.Киржацким в Уфимском уезде.
В составе Уфы с 1930-х годов. Известно, что 17 декабря 1937 года переулок Киржацкий в Затоне стал улицей Малыгина (название дано в честь героического подвига экипажа ледокола «Малыгин» во время дрейфа во льдах Северного Ледовитого океана).

## Население
В 1865 году в 8 дворах проживало 34 человека.

## Инфраструктура
В 1865 году была ветряная мельница, в 1906 зафиксированы винная, пивная и 2 бакалейные лавки.
Частично сохранились частные дома, также Старо-Затонское кладбище (православное).